# 鹦鹉螺科
鹦鹉螺科（学名：Nautilidae）是头足纲鹦鹉螺目下的一個科級分類，其下物種通稱鸚鵡螺，是現存唯一具有完整貝殼的頭足類，也是著名的海洋软体动物之一。鸚鵡螺的共同特徵是擁有的大量觸手、使用针孔成像眼、壽命很長。
目前鸚鵡螺的种群数量較為稀少，雖然不至於滅絕，但其生活環境需要特殊的水壓，难以人工繁殖，所以整個鸚鵡螺科（包括鸚鵡螺屬和異鸚鵡螺屬的所有物種）都被列入《瀕危野生動植物種國際貿易公約》（CITES）的附錄二 中，其在地球上的生存權益會受到國際法的保護。

## 研究歷史
鸚鵡螺生活於印度洋與太平洋之間的廣闊熱帶海域，在深海中尤為常見，北可至日本南方、南可至大堡礁、西可至安達曼海、東可至斐濟等地區均可見其蹤影。鸚鵡螺的殼因為美麗的外觀，經常成為沿海國家販售的裝飾品和紀念物，很多海洋原住民部落也以此為圖騰；目前鸚鵡螺的主要產地是新喀里多尼亚，此國還以鸚鵡螺做為其國徽。
鹦鹉螺科的物種們在地球上已经历了数亿年的漫長演变，其直系祖先是奧陶紀海洋中的頂級掠食者，而現代定義上的鸚鵡螺是在三疊紀晚期開始出現在地球上的。儘管如此鸚鵡螺能靠著平均20年之久的長壽，以及少而精的繁殖策略挺過了數次大滅絕事件，但現在牠們的外形、习性、生態等依然和遠古祖先相差無幾，其存活時間甚至比大多數已滅絕的古生物（例如恐龍）還要長久得多，故被稱為“活化石”，因此鸚鵡螺在生物进化和古生物学等方面中有很高的研究价值。

## 体型特徵

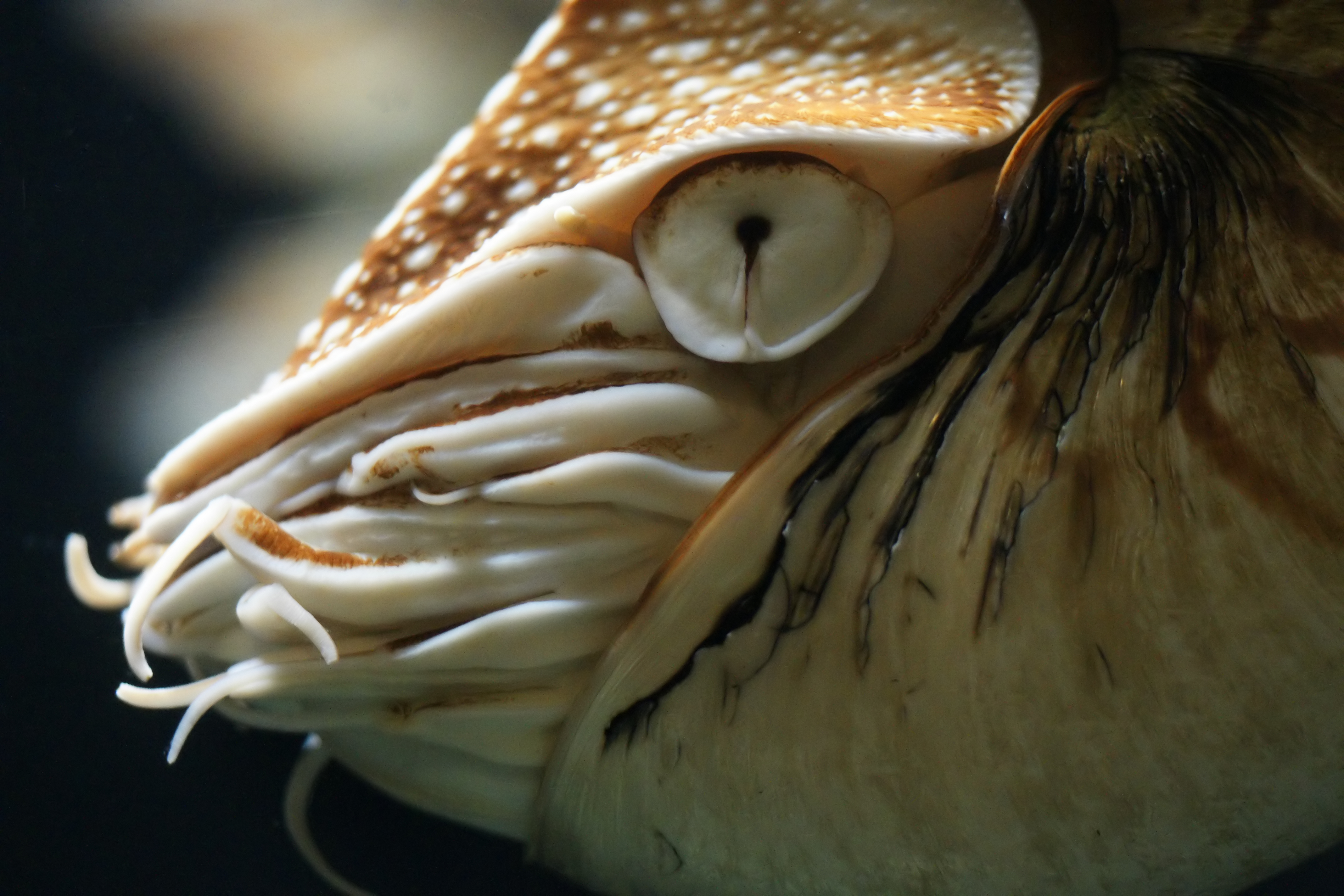
鹦鹉螺的眼

鹦鹉螺外形色彩绚丽，体型华美，观赏性极强。牠的壳薄而轻，呈螺旋形盘卷，壳的表面呈白色或者乳白色，生长纹从壳的脐部辐射而出，平滑细密，多为红褐色。整个螺旋形外壳光滑如圆盘状，形似鹦鹉嘴，故此得名“鹦鹉螺”。
鹦鹉螺外壳切面呈现优美的等角螺线，而等角螺线本身又与黄金分割有着密不可分的关系，这使鹦鹉螺在亮丽的外表之外又增加了许多大自然的神秘色彩。
鹦鹉螺外形与普通头足纲动物类似，有显著的头部和触须。但鹦鹉螺的触须明显偏多，最多可达90根。鹦鹉螺的触须没有吸盤，因此抓握能力比不上章魚、墨魚和魷魚這些遠親，但相互之间并无功能上的本質区别，而且可以收回。鹦鹉螺的齿舌很大，并有9颗牙齿，两对鰓。
現在存活的頭足綱動物中，僅有鸚鵡螺具有貝殼，其他頭足綱動物均無貝殼；船蛸這類的章魚雖然也有殼，但那只有母船蛸在產卵時會產生白色系的外殼以保護卵，而且外殼與肉體可分離，產卵後便不再有外殼，然而鸚鵡螺的肉體與貝殼是不會分離的。
鹦鹉螺的贝壳最大可为26.8公分，但成年鹦鹉螺一般都不超过20公分。深脐鹦鹉螺（Nautilus macromphalus）是鹦鹉螺家族中体形最小的属种，一般只有16公分。
鹦鹉螺的壳被多个横断的隔板分隔成三十餘个独立的壳室，除动物体所在的最后一个大壳室外，都充满气体（多为氮气），当动物体不断成长，房室也周期性向外侧推进，在外套膜后方则分泌碳酸钙与有机物质，建构起一个崭新的隔板。各壳室之间有一个贯穿的细管，用以输送气体进到各壳室之中，通过气体的调节，操纵身体浮沉与移行。鹦鹉螺这种特殊的身体结构也为人类建造潜艇提供了灵感，许多国家的潜艇也以“鹦鹉螺”命名。

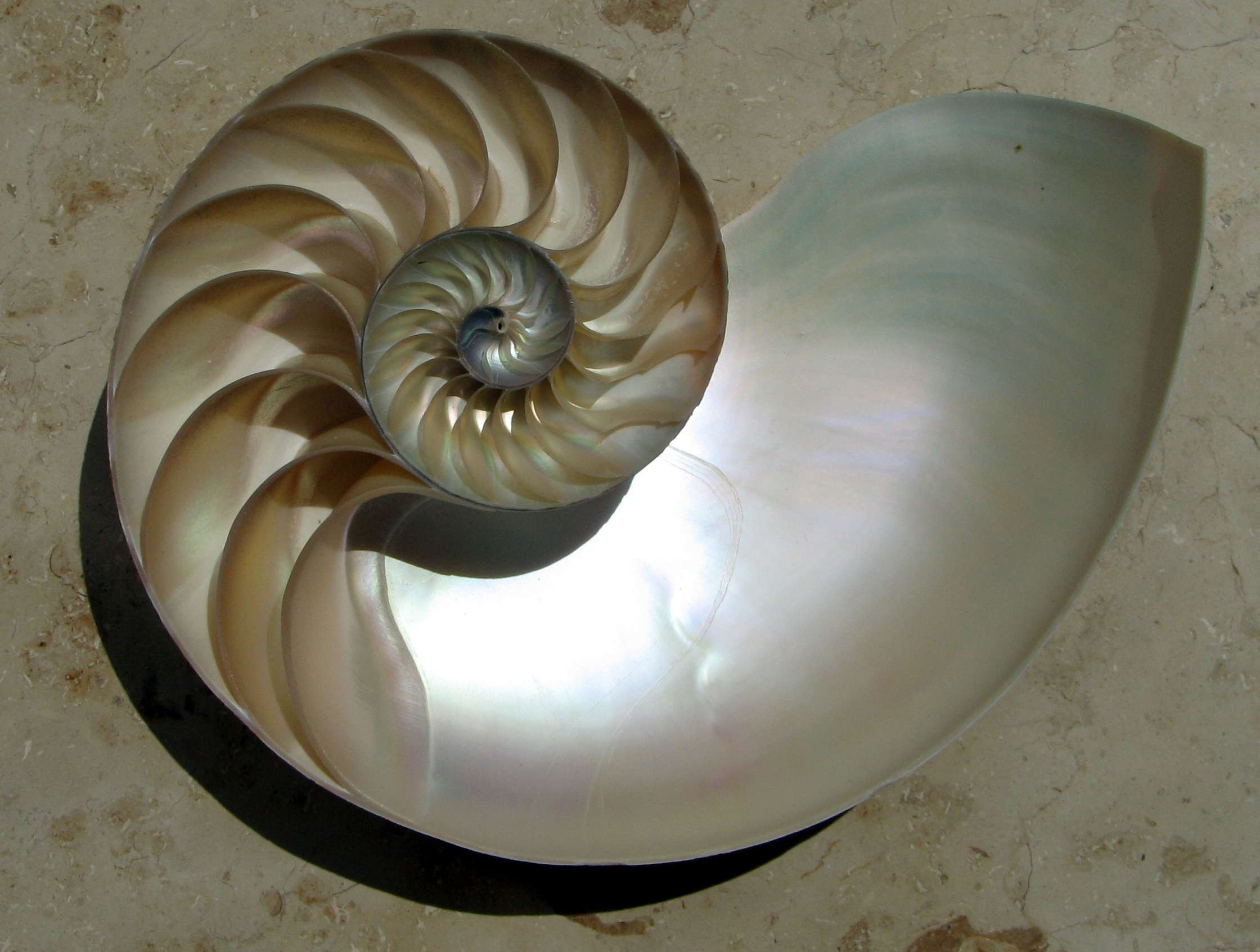
鹦鹉螺的贝壳像等角螺线

## 生活习性
鹦鹉螺为暖水性动物，生活适宜水温为19-20℃，一般生活在50到300公尺深的海洋中，通常夜间活跃，多以底栖的小蟹、小虾等甲壳类动物幼体为食，日间则躲在珊瑚礁浅海的岩缝中，以触手握在岩石上歇息，当动物死亡后，身躯軟體脱壳而沉没，其空壳则随洋流漂移，研究其漂移路线对洋流的分析有一定意义。
鹦鹉螺雌雄异体，卵生，雌鹦鹉螺每年产卵一次，一般将卵产于浅水岩石上，孵化期12个月，新出壳的小鹦鹉螺体长约3公分。
鹦鹉螺寿命約二十年，是头足纲动物中寿命较长的动物。

## 下级分类
本科包括以下属：
- 異鸚鵡螺屬 Allonautilus Ward & Saunders, 1997
- Anaspyroceras Shimizu & Obata, 1935
- Angelinoceras Hyatt, 1894
- Augustoceras Flower, 1946
- Barnesoceras Flower, 1964
- Bathmoceras Barrande, 1868
- Belmonticeras Rulleau, 2008
- Byronoceras Foerste & Savage, 1927
- †俏丽鹦鹉螺属 Carinonautilus Spengler, 1910
- †新生角石屬 Cenoceras Hyatt, 1884
- Cooperoceras Miller, 1945
- Curtoceras Ulrich, Foerste, Miller & Flower, 1942
- †环角石属 Cycloceras M'Coy, 1844
- Cyptendoceras Ulrich & Foerste, 1935
- Cyrtocera Goldfuss, 1832
- †弓角石属 Cyrtoceras Conrad, 1838
- Cyrtogomphoceras Foerste, 1924
- Dawsonoceras Hyatt, 1884
- Deiroceras Hyatt, 1884
- Discosorus Hall, 1852
- Euciphoceras Schultz, 1977
- †擴厚角石屬 Eutrephoceras Hyatt, 1894
- Gorbyoceras Shimizu & Obata, 1935
- †叠盘角石属 Gyroceras de Koninck, 1844
- Halloceras Hyatt, 1884
- Kummelonautilus Matsumoto, Miyauchi, Kanie, Miyata & Ueda, 1984
- Lechritrochoceras Foerste, 1926
- Levisoceras Foerste, 1925
- Ligeiceras Barroso-Barcenilla, 2011
- Metacoceras Hyatt, 1884
- Murrayoceras Foerste, 1926
- Nautilopsis Conrad, 1847
- 鸚鵡螺屬 Nautilus Linnaeus, 1758
- Neorthoceras Shimizu & Obata, 1936
- Obinautilus Kobayashi, 1954
- Oelandoceras Foerste, 1932
- Orthonybyoceras Shimizu & Obata, 1935
- Paracymatoceras Spath, 1927
- Parakionoceras Foerste, 1928
- †前环角石属 Protocycloceras Hyatt, 1900
- †拟新生角石属 Pseudocenoceras Spath, 1927
- Richardsonoceras Foerste, 1932
- Robsonoceras Ulrich & Foerste, 1933
- Sactoceras Hyatt, 1884
- Stenzeloceras Whetstone & Teichert, 1978
- †条纹鹦鹉螺属 Strionautilus Shimanskiy, 1951
- †条纹鹦鹉螺属 Strionautilus Shimanskiy, 1951
- Subvaginoceras Shimizu & Obata, 1936
- Treptoceras Flower, 1942
- Vaginoceras Hyatt, 1884

## 名称和形象的使用
- 鹦鹉螺号：科幻小说家儒勒·凡尔纳的代表作之一《海底两万里》中虚构的潜艇；
- 鹦鹉螺号：世界上第一艘实际运作服役的核动力潜艇；